# Tsarsko Selo
Association Football Club Tsarsko Selo 2015 (em búlgaro:  Сдружение Футболен Клуб Царско Село 2015), comumente referido como Tsarsko Selo, foi um time da Bulgária com sede em Sofia. Ele jogou na Primeira Liga, a primeira divisão do Sistema de liga de futebol búlgaro.
O Tsarsko Selo jogou em casa no Complexo Esportivo Tsarsko Selo, no bairro Dragalevtsi de Sofia.

## História
No verão de 2015, a ex-presidente do CSKA Sofia Stoyne Manolov estabeleceu uma nova academia chamada Football Academy Tsarsko Selo, com foco na observação e desenvolvimento de jovens jogadores de futebol nascidos entre 2002 e 2010. O clube foi inicialmente registrado e uma equipe masculina subsequente no A RFG Sofia South foi estabelecida, com o ex-capitão de longa data do CSKA Sofia, Todor Yanchev, nomeado como gerente. Em 12 de novembro de 2015, Manolov anunciou uma parceria de academia com o clube espanhol da La Liga, Málaga Club de Fútbol. No final de dezembro de 2015, Todor Yanchev assumiu o Sofia 2010, que foi comprada por Manolov e fundida com o Tsarsko Selo para fundar um novo clube chamado Tsarsko Selo Sofia.
Em 28 de julho de 2016, a equipe foi aceita na recém-criada Segunda Liga Profissional da Bulgária. Eles terminaram sua primeira partida contra o Botev Galabovo com um empate. Em sua primeira partida pela Copa da Bulgária, eles jogaram contra o Levski Sofia. A partida foi disputada em 22 de setembro de 2016 no Estádio Lokomotiv em Sofia e foi vencida pelo Levski por 2 a 0. Após 2 derrotas pesadas, Yanchev renunciou ao cargo de gerente e em 29 de outubro de 2016, o técnico anterior do Cherno More Varna, Nikola Spasov, foi anunciado como o novo gerente da equipe. A equipe terminou sua primeira temporada na Segunda Liga em 5º lugar.
O bom início de temporada do Tsarsko Selo foi marcado não só pelo primeiro lugar na liga após 8 rodadas, mas com sua primeira vitória pela Copa, vencendo a primeira rodada contra o Neftochimic Burgas em 19 de setembro de 2017. Em 3 de janeiro de 2018, Nikola Spasov foi anunciado como o novo treinador do Kyzylzhar, time da Premier League do Cazaquistão. Logo no mesmo dia, Veselin Velikov foi anunciado como o novo gerente do clube. Em 8 de maio de 2018, Velislav Vutsov foi anunciado como o novo treinador da equipe, com Velikov se tornando um selecionador.
Em 22 de abril de 2019, em um empate sem gols contra o CSKA 1948, os reis garantiram o primeiro lugar na Segunda Liga e conquistaram a promoção na Primeira Liga pela primeira vez em sua história, estando 18 pontos à frente do segundo e terceiro colocados cinco rodadas antes do final da a Estação.
A primeira partida do Tsarsko selo na Primeira Divisão búlgara resultou em uma derrota fora de casa por 2 a 0 contra o atual campeão PFK Ludogorets. Isto foi seguido por um empate em casa por 0 a 0 para o outro estreante Arda Kardzhali. A primeira vitória de Tsarsko selo veio na quinta rodada, quando a equipe conseguiu vencer o Botev Plovdiv por 2 a 0. Dois gols da vitória foram marcados pelo ala holandês Rodney Antwi. A primeira vitória em casa veio na sétima rodada com 2 a 1 contra Beroe Stara Zagora. Tsarsko Selo acabou em 13º, tendo que jogar uma partida de playoff para permanecer na elite. Eles foram sorteados contra o segundo colocado da Segunda Liga, Septemvri Sofia. Em um jogo muito disputado em Sofia, o Tsarsko Selo venceu por 2 a 0, garantindo sua vaga na Primeira Liga para a próxima temporada.
Em janeiro de 2022, uma empresa italiana de investimento privado juntou-se à liderança do clube.

### Extinção
Em 21 de maio de 2022, na última partida da temporada, Tsarsko Selo recebeu um pênalti que poderia trazer a vitória. Yusupha Yaffa decidiu cobrar o pênalti, apesar de Martin Kavdanski ser o cobrador de pênaltis regular. Yaffa estava pronto para cobrar o pênalti quando o dono do time, Stoyne Manolov, entrou em campo e lutou com ele. Ele deixou o campo e Kavdanski cobrou o pênalti, mas errou. No dia seguinte, Manolov anunciou que a equipe não participará da liga na próxima temporada e encerrará sua existência.

## Títulos
| Nacionais | Nacionais                            | Nacionais | Nacionais  |
|           | Competição                           | Títulos   | Temporadas |
| --------- | ------------------------------------ | --------- | ---------- |
|           | Segunda Liga Profissional de Futebol | 1         | 2018-19    |